# Leslie (Missouri)
Leslie é uma vila localizada no estado americano de Missouri, no Condado de Franklin.

## Demografia
Segundo o censo americano de 2000, a sua população era de 87 habitantes.
Em 2006, foi estimada uma população de 88, um aumento de 1 (1.1%).

## Geografia
De acordo com o United States Census Bureau tem uma área de
0,4 km², dos quais 0,4 km² cobertos por terra e 0,0 km² cobertos por água. Leslie localiza-se a aproximadamente 190 m acima do nível do mar.

## Localidades na vizinhança
O diagrama seguinte representa as localidades num raio de 24 km ao redor de Leslie.